# Шеваж
Шева́ж (фр. chevage, от фр. chef — глава) — подушная подать во Франции в Средние века. Подать ежегодно (в незначительном размере) платили французские крепостные (сервы) как символ личной зависимости. В XIII—XIV веках после личного освобождения крестьян шеваж сохранился (вместе с серважем) лишь в отдельных восточных провинциях Франции. Официальная отмена шеважа произошла в августе 1789 года в ходе Великой французской революции.